# Marie Léonarde Ranixe
Marie Léonarde Ranixe (Port-Maurice, 23 juin 1796 - Diano Castello, 24 mai 1875) est une religieuse italienne fondatrice des Clarisses de la Sainte Annonciation et reconnue vénérable par l'Église catholique.

## Biographie
Françoise Ranixe naît le 23 juin 1796 à Port-Maurice dans une famille pauvre. Elle reçoit cependant une très bonne instruction. Grâce à ses études, elle peut ouvrir, en 1824, la première école gratuite pour les filles dans les locaux de l'ancien couvent des barnabites de sa ville natale.
Entre 1810, l'Italie procède à la dissolution de tous les ordres réguliersce qui entraîne la vente aux enchères du monastère des clarisses de Port-Maurice où vivent encore cinq religieuses. Le seul moyen pour éviter la vente est de créer une école dans le couvent. Françoise entre donc au monastère des clarisses prenant le nom de Marie-Léonarde en l'honneur de saint Léonard de Port-Maurice.
Mais après quelques années, elle décide de créer un institut uniquement destiné à l'enseignement. Le 6 mai 1852, elle quitte le monastère de Port-Maurice avec quelques sœurs pour fonder une école dans le couvent voisin de l'Annonciation. La communauté est érigée canoniquement le 14 janvier 1854 par Raffaele Biale, évêque d'Albenga.
En 1860, avec l'annexion du comté de Nice à la France, Port Maurice devient la nouvelle capitale de la province (aujourd'hui province d'Imperia). La ville s'agrandit, mais l'anticléricalisme recommence à se répandre et le couvent de l'Annonciation est destiné à devenir une caserne. Les sœurs doivent donc déménager le 14 août 1864 à Diano Castello. C'est là que Marie-Léonarde décède le 24 mai 1875. Sa tombe se trouve dans l'église de la maison-mère à Diano Castello. Elle est reconnue vénérable le 13 mai 1989 par Jean-Paul II. Le 1er novembre 2020, les Clarisses de la Sainte Annonciation fusionnent avec les Sœurs victimes expiatrices de Jésus-Sacrement.